# Eriastrum hooveri
Eriastrum hooveri är en blågullsväxtart som först beskrevs av Jepson, och fick sitt nu gällande namn av Mason. Eriastrum hooveri ingår i släktet Eriastrum och familjen blågullsväxter. Inga underarter finns listade i Catalogue of Life.